# العلاقات البوروندية الميانمارية
العلاقات البوروندية الميانمارية هي العلاقات الثنائية التي تجمع بين بوروندي وميانمار.

## مقارنة بين البلدين
هذه مقارنة عامة ومرجعية للدولتين:
| وجه المقارنة                                              | بوروندي                                    | ميانمار          |
| --------------------------------------------------------- | ------------------------------------------ | ---------------- |
| المساحة (كم2)                                             | 27.83 ألف                                  | 676.58 ألف       |
| عدد السكان (نسمة)                                         | 10.86 مليون                                | 53.37 مليون      |
| الكثافة السكانية (ن./كم²)                                 | 390.23                                     | 78.88            |
| العاصمة                                                   | بوجومبورا، جيتيغا                          | نايبيداو، يانغون |
| اللغة الرسمية                                             | اللغة الكيروندية، لغة فرنسية، لغة إنجليزية | اللغة البورمية   |
| العملة                                                    | فرنك بوروندي                               | كيات ميانماري    |
| الناتج المحلي الإجمالي (بليون دولار)                      | 3.48 مليار                                 | 69.32 مليار      |
| الناتج المحلي الإجمالي (تعادل القوة الشرائية) بليون دولار | 8.13 مليار                                 | 282.95 مليار     |
| الناتج المحلي الإجمالي الاسمي للفرد دولار أمريكي          | 277                                        | 1.16 ألف         |
| الناتج المحلي الإجمالي للفرد دولار أمريكي                 | 77                                         |                  |
| مؤشر التنمية البشرية                                      | 0.400                                      | 0.536            |
| رمز المكالمات الدولي                                      | +257                                       | +95              |
| رمز الإنترنت                                              | .bi                                        | .mm              |
| المنطقة الزمنية                                           | ت ع م+02:00                                | ت ع م+06:30      |

## منظمات دولية مشتركة
يشترك البلدان في عضوية مجموعة من المنظمات الدولية، منها:
| علم المنظمة | اسم المنظمة                        | تاريخ انضمام بوروندي | تاريخ انضمام ميانمار |
| ----------- | ---------------------------------- | -------------------- | -------------------- |
|             | مؤسسة التنمية الدولية              | 28 سبتمبر 1963       | 5 نوفمبر 1962        |
|             | يونسكو                             | 16 نوفمبر 1962       | 27 يونيو 1949        |
|             | مؤسسة التمويل الدولية              | 28 نوفمبر 1979       | 3 ديسمبر 1956        |
|             | منظمة حظر الأسلحة الكيميائية       | ?                    | ?                    |
|             | الأمم المتحدة                      | 18 سبتمبر 1962       | 19 أبريل 1948        |
|             | الاتحاد الدولي للاتصالات           | 16 فبراير 1963       | 15 سبتمبر 1937       |
|             | منظمة الشرطة الجنائية الدولية      | ?                    | ?                    |
|             | البنك الدولي للإنشاء والتعمير      | 28 سبتمبر 1963       | 3 يناير 1952         |
|             | الاتحاد البريدي العالمي            | ?                    | ?                    |
|             | وكالة ضمان الاستثمار متعدد الأطراف | 10 مارس 1998         | 16 ديسمبر 2013       |
|             | منظمة التجارة العالمية             | 23 يوليو 1995        | ?                    |

## وصلات خارجية
- موقع وزارة الخارجية الميانمارية